# العمال المهاجرون في الإمارات العربية المتحدة
يصف العمال المهاجرون في الإمارات العربية المتحدة بالعمال الأجانب الذين انتقلوا إلى الإمارات العربية المتحدة للعمل. ونتيجة لقرب الإمارات من جنوب آسيا وتحسن الاقتصاد وفرص العمل، فإن معظم العمال الأجانب المهاجرين هم من الهند، نيبال، سريلانكا، بنغلاديش، وباكستان.

## نظرة عامة
في عام 2019، كان لدى الإمارات ثاني أكبر عدد من المهاجرين الدوليين في العالم بنسبة 87.9% مع 8.6 مليون مهاجر (من إجمالي عدد السكان البالغ 9.8 مليون). يمثل العمال المهاجرون من غير المواطنين 90% من القوى العاملة.

## الاقتصاد
تعد منطقة دول مجلس التعاون الخليجي الوجهة الأكثر شعبية لمهاجري العمالة المؤقتة في جميع أنحاء العالم. يعد اقتصاد الإمارات العربية المتحدة أكبر سوق استهلاكي في الشرق الأوسط وواحد من أكبر الاقتصادات العربية، في المرتبة الثانية بعد المملكة العربية السعودية. مواردها الطبيعية جعلتها واحدة من أغنى دول العالم (ناتج قومي للفرد) في العالم. ويدعم الاقتصاد احتياطيات النفط والغاز التي تعد من بين أكبر الاحتياطيات في العالم. تعمل هجرة العمالة، إلى جانب الموارد الطبيعية، على تغذية دولة الإمارات العربية المتحدة الاقتصاد التي تعد أكبر سوق استهلاكية في الشرق الأوسط.

## التوطين
يحصل الإماراتيون على أفضلية في التوظيف عبر برنامج التوطين الذي يجبر الشركات بموجب القانون على الحد من عدد العمال المهاجرين في الشركة. ويتم ذلك لأغراض تحقيق الاستقرار في سوق العمل وحماية حقوق هذه المجموعة كأقلية في بلدها. ومع ذلك، في الوقت نفسه، وبسبب مزايا الرعاية الاجتماعية التي تقدمها حكومة الإمارات العربية المتحدة، يتردد العديد من الإماراتيين في تولي وظائف منخفضة الأجر، وخاصة تلك الموجودة في القطاع الخاص، حيث يمثل المواطنون 0.34% فقط من القوى العاملة في القطاع الخاص؛ عمومًا إلى توظيف عمال مؤقتين من الخارج لأنهم أرخص ويمكن الاستغناء عنهم لأسباب مختلفة، على سبيل المثال، في حالة قيامهم بالإضراب كما يفضل معظم السكان المحليين في الإمارات العربية المتحدة الوظائف الحكومية ويسعون للحصول على شهادات جامعية للحصول على مناصب أعلى.

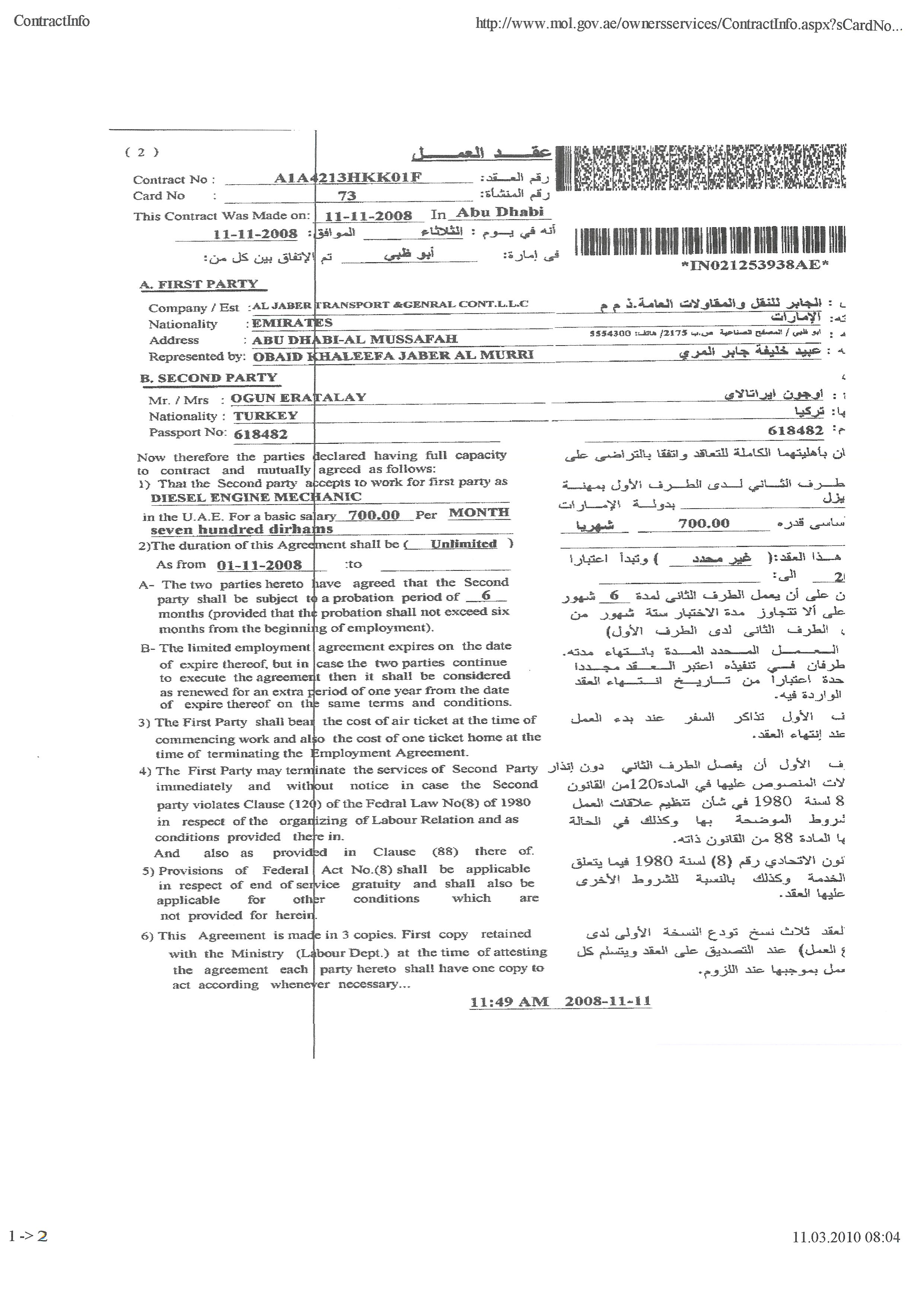
نموذج عقد عامل أجنبي في دولة الإمارات العربية المتحدة.

## تصريح عمل أجنبي
لدى دولة الإمارات العربية المتحدة تأشيرة عمل نظام الرعاية لإصدار تصاريح عمل للمواطنين الأجانب الأجانب الذين يرغبون في الهجرة للعمل في الإمارات العربية المتحدة. تتم رعاية معظم التأشيرات من قبل المؤسسات والشركات. يحتاج الشخص الذي يتطلع إلى دخول دولة الإمارات العربية المتحدة للعمل أولاً إلى الحصول على تصريح عمل من وزارة الموارد البشرية. تسمح رخصة العمل لحاملها بالدخول إلى دولة الإمارات العربية المتحدة للعمل وتكون صالحة لمدة شهرين من تاريخ إصدارها. بعد دخول الموظف إلى دولة الإمارات على أساس العمل، تقوم الشركة أو المؤسسة الراعية بالترتيب لاستكمال متطلبات الفحص الطبي والحصول على بطاقة الهوية الإماراتية وبطاقة العمل وختم تصريح إقامة العمل على جواز سفره. تشير إقامة العمل الموجودة على جواز سفر الموظف إلى أن وجوده القانوني للعمل في الدولة يتم توفيره من قبل الشركة التي يعمل بها. بعد هذه العملية يستطيع الموظف كفالة أفراد عائلته وإحضارهم إلى الدولة. بموجب المادة 1 من القرار الوزاري رقم 766 لسنة 2015، يجوز للموظف الذي انتهت خدمته بسبب انتهاء عقده الحصول على تصريح عمل جديد عند رغبته في الالتحاق بوظيفة جديدة. يجوز للموظف البقاء في دولة الإمارات العربية المتحدة بتأشيرة باحث عن عمل مدتها 6 أشهر للعثور على وظيفة جديدة تقنن وضع إقامته للعمل في الدولة لفترة أطول. كما إصدر تصريح عمل جديد إذا تبين أن صاحب العمل قد فشل في الوفاء بالالتزامات القانونية والتعاقدية، بما في ذلك على سبيل المثال لا الحصر، عدم دفع الأجور لأكثر من 60 يومًا. يجوز للعامل أن يطلب إنهاء عقده بعد مرور 6 أشهر على الأقل من العمل. يحق للعامل الذي أنهى صاحب العمل عقده بشكل غير عادل الحصول على تصريح عمل جديد دون الحاجة إلى إكمال ستة أشهر.
حق الإقامة وتصريح العمل للأجانب محمي بموجب القانون الاتحادي رقم 6 لسنة 1973 في شأن دخول وإقامة الأجانب. لكل قانون دولة الإمارات العربية المتحدة، لا يجوز لصاحب العمل حرمان الموظفة الحاصلة على تأشيرة عمل من الحق في الإجازة السنوية، والأجر المدفوع بانتظام، وإجازة أمومة مدتها 45 يومًا، والحق في الاستقالة، ومكافأة نهاية الخدمة، وفترة سماح مدتها 30 يومًا للعثور على وظيفة جديدة. كما يحظر القانون على صاحب العمل مصادرة جواز سفر الموظف، أو إجبار الموظف على دفع رسوم تأشيرة إقامته، أو إجبار الموظف على العمل أكثر من 8 ساعات يوميا أو 45 ساعة أسبوعيا دون تعويض. يجب على الموظف الذي يرغب في المغادرة إكمال فترة الإشعار القانوني، والتي عادة ما تكون 30 يومًا أو أقل، قبل ترك وظيفته وإلا سيتعرض لخطر الحظر من العمل في الإمارات العربية المتحدة لمدة تصل إلى عام واحد. تحصل الأرامل الأجنبيات أو المطلقات اللاتي كان وجودهن القانوني في البلاد برعاية حالة عمل أزواجهن على تأشيرة لمدة عام واحد للبقاء في البلاد دون الحاجة إلى تصريح عمل أو كفيل. اعتبارًا من أغسطس 2019، أصدرت الهيئة الاتحادية للهوية والجنسية سياسة جديدة لرعاية الأسرة تسمح للمقيمين في دولة الإمارات العربية المتحدة برعاية المُعالين على أساس دخلهم، وليس المسميات الوظيفية.

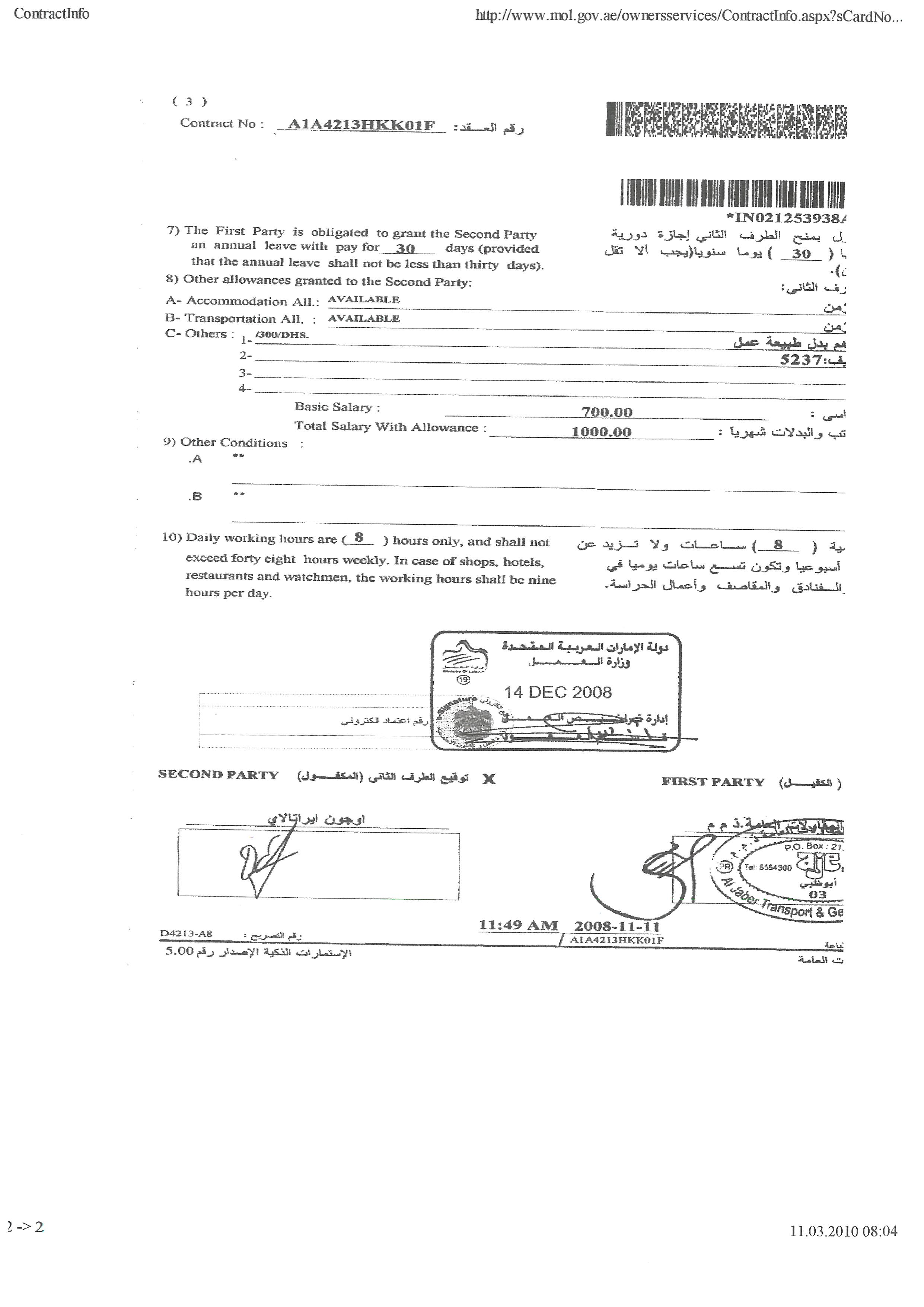
نموذج عقد عامل أجنبي في دولة الإمارات العربية المتحدة.

## العمالة الأجنبية
المهارة هي مقياس خبرة العامل والعوامل الأخرى ذات الصلة. تستقبل دولة الإمارات العربية المتحدة العديد من العمالة من جنسيات مختلفة وبمستويات مهارات مختلفة - منذ عام 1975 فصاعداً، فاق عدد غير المواطنين باستمرار عدد المواطنين المقيمين داخل الإمارات (انظر الجدول 1 أدناه). يشكل العمال الهنود والبنغلاديشيون والنيباليون والسريلانكيون والباكستانيون 90 بالمائة من القوى العاملة. يعد النمو السكاني في دولة الإمارات العربية المتحدة من بين أعلى المعدلات في العالم، ويرجع ذلك في الغالب إلى الهجرة. وفي الوظائف التي تتطلب مهارات منخفضة وشبه ماهرة، يتم توظيف العمال من آسيا ومنطقة الشرق الأوسط وشمال أفريقيا في المقام الأول. في القطاعات ذات المهارات العالية، يتم توظيف خبراء يأتون بشكل رئيسي من أمريكا الشمالية وأوروبا. اعتبارًا من نهاية عام 2020، العمالة الماهرة الأكثر طلبًا هي من العقارات والمحاسبة والهندسة.
| سنة  | إجمالي السكان | الرعايا   | غير المواطنين | % مواطنون | % غير المواطنين |
| ---- | ------------- | --------- | ------------- | --------- | --------------- |
| 1975 | 557,887       | 201,544   | 356,343       | 36.13%    | 63.87%          |
| 1980 | 1,042,099     | 290,544   | 751,555       | 27.88%    | 72.12%          |
| 1985 | 1,379,303     | 396,114   | 983,189       | 28.72%    | 71.28%          |
| 1995 | 2,411,041     | 587,330   | 1,823,711     | 24.36%    | 75.64%          |
| 2005 | 4,106,427     | 825,495   | 3,280,932     | 20.10%    | 79.90%          |
| 2010 | 8,264,070     | 947,997   | 7,316,073     | 11.47%    | 88.53%          |
| 2016 | 9,121,176     | 1,153,576 | 7,967,600     | 12.66%    | 87.35%          |

## إصلاحات العمل
اعتمدت إصلاحات لإلغاء نظام الكفالة للمساعدة في منع العمالة غير الحرة التي نشأت عن استغلال نظام كفالة تأشيرة العمل. في يناير/كانون الثاني 2016، صدر قرار وزاري، هو الأول من نوعه في دول مجلس التعاون الخليجي، من أجل حماية منخفضة الأجر العمال المهاجرين من أن يصبحوا عمالة قسرية. وقد انتقدته منظمة هيومن رايتس ووتش بسبب افتقاره إلى التفاصيل وإمكانية عدم تطبيقه على عاملات المنازل.
أصدر مركز الديمقراطية للشفافية (DCT) تقريرًا في أبريل 2021 يشير إلى التمييز الذي يواجهه العمال الأجانب والمغتربون الذين يعيشون في الإمارات العربية المتحدة. استخلص الاستنتاج ليس فقط بناءً على الظروف التي يواجهها العمال الأجانب، ولكن أيضًا على التناقض بين معاملة المغتربين والمواطنين الإماراتيين. يركز التقرير على حقيقة أنه على الرغم من تخفيف نظام الكفالة في عام 2020 كجزء من إصلاحات العمل، لا تزال هناك بعض الثغرات الكبيرة في تنفيذ وإنفاذ الجهود القانونية التي قدمتها الحكومة في المقابل. أدى التسلسل الهرمي الاجتماعي إلى جانب نظام الكفالة وقانون المواطنة الاستبعادية إلى مواجهة المواطنين غير الإماراتيين للعنصرية والتمييز على أساس الجنس والأجور والحصول على الترقيات.
وشوهد العمال المهاجرون في الإمارات العربية المتحدة وهم يعملون بجد في الطقس الحار الخطير والرطوبة في المرافق التي إعدت لمؤتمر المناخ COP28، في يومين منفصلين في سبتمبر 2023. فيرسكوير، أبحاث حقوق الإنسان وحصلت منظمة المناصرة على دليل على أن أكثر من عشرة عمال مهاجرين من أفريقيا وآسيا كانوا يعملون في الخارج في درجات حرارة تصل إلى 42 درجة مئوية في دبي، على الرغم من "الحظر في منتصف النهار". وأشار الخبراء إلى أن ترك العمال المهاجرين للعمل في درجات حرارة شديدة من أجل مفاوضات المناخ أمر غير عادل.

### مشروع قانون حقوق العمالة المنزلية في دولة الإمارات العربية المتحدة
في يونيو/حزيران 2017، اعتمدت الإمارات العربية المتحدة مشروع قانون جديد لجعل قانون العمل في البلاد متسقًا مع منظمة العمل الدولية (منظمة العمل الدولية) واتفاقية العمال المنزليين، مما يوفر لعاملات المنازل الوافدات نفس تدابير الحماية العمالية التي يتمتعن بها. عمال آخرون في الإمارات. يتطلب مشروع القانون من أصحاب العمل توفير السكن والطعام للعاملات المنزليات ومنحهن إجازة سنوية مدفوعة الأجر مدتها 30 يومًا وراحة يومية لا تقل عن 12 ساعة. ويضمن أيضًا 15 يومًا من الإجازة المرضية مدفوعة الأجر، و15 يومًا من الإجازة المرضية غير مدفوعة الأجر، والتعويض عن الإصابات أو الأمراض المرتبطة بالعمل.  يحدد مشروع القانون يوم راحة أسبوعية ولكنه يسمح لصاحب العمل جعل العامل المنزلي يتنازل عن يوم الراحة إذا كان مدفوع الأجر.

## حقوق الإنسان
يشكل المهاجرون، ومعظمهم من أصل جنوب آسيوي، غالبية القوى العاملة في الإمارات العربية المتحدة ويقال إنهم تعرضوا لمجموعة من انتهاكات حقوق الإنسان. يصل العمال أحيانًا وهم مدينون لوكلاء التوظيف من البلدان الأصلية وعند وصولهم يُجبرون على توقيع عقد جديد باللغة الإنجليزية أو العربية يدفع لهم أقل من المتفق عليه في الأصل، على الرغم من أن هذا غير قانوني بموجب قانون دولة الإمارات العربية المتحدة. علاوة على ذلك، بعض فئات احتجزت جوازات سفر العمال من قبل صاحب العمل. تهدف هذه الممارسة، رغم أنها غير قانونية، إلى ضمان عدم هروب العمال أو مغادرة البلاد في رحلات غير مسموح بها. على الرغم من أن التمييز العنصري محظور بموجب قانون دولة الإمارات العربية المتحدة، إلا أن هناك بعض الحوادث التي تعرض فيها الأفراد لسوء المعاملة على أساس جنسيتهم أو عرقهم من قبل أصحاب العمل.
- في سبتمبر/أيلول 2003، تعرضت الحكومة لانتقادات من قبل هيومن رايتس ووتش لتقاعسها عن معالجة التمييز ضد العمال الآسيويين في الإمارات.[34]
- في عام 2004، أشارت وزارة خارجية الولايات المتحدة إلى حالات واسعة النطاق من إساءة معاملة العمال ذوي الياقات الزرقاء في السياق العام لدولة الإمارات العربية المتحدة.[35]
- ذكرت بي بي سي في سبتمبر 2004 أن "الصحف المحلية غالبًا ما تنشر قصصًا عن عمال البناء الذين يُزعم أنهم لا يحصلون على أجورهم لعدة أشهر متتالية. ولا يُسمح لهم بتغيير وظائفهم، وإذا غادروا البلاد للعودة إلى ديارهم، فمن المؤكد تقريبًا أنهم سيفعلون ذلك". "يخسرون الأموال التي يقولون إنها مستحقة لهم. لا يتم نشر أسماء شركات البناء المعنية في الصحف خوفًا من الإساءة إلى الأفراد الأقوياء الذين يمتلكونها".[36]
- في ديسمبر 2005 قدمت القنصلية الهندية في دبي تقريراً إلى حكومة الهند يتضمن تفاصيل المشاكل العمالية التي يواجهها المغتربون الهنود في الإمارة. السلط التقرير الضوء على التأخر في دفع الأجور، واستبدال عقد العمل، والإنهاء المبكر للخدمات وساعات العمل المفرطة باعتبارها بعض التحديات التي يواجهها العمال الهنود في المدينة.[37] أفادت القنصلية أيضًا أن 109 من العمال الهنود من ذوي الياقات الزرقاء انتحروا في الإمارات العربية المتحدة عام 2006.[38]
- في مارس 2006، ذكرت الإذاعة الوطنية العامة أن العمال "يعيشون عادةً ثمانية أشخاص في غرفة واحدة، ويرسلون جزءًا من رواتبهم إلى عائلاتهم، التي لا يرونها لسنوات في كل مرة". أفاد آخرون أنه حجبت رواتبهم لسداد القروض، مما يجعلهم أكثر بقليل من خادمين متعاقدين.[39]
- في عام 2007، [40] أدى انخفاض الدولار إلى عدم قدرة العمال على سداد ديونهم، كما ورد أن حالات الانتحار بين العمال الهنود كانت في ازدياد.
- في يناير 2020، ورد أن أصحاب العمل الاستغلاليين في الإمارات العربية المتحدة كانوا يستخدمون تأشيرات سياحية لتوظيف مواطنين هنود، وهي عملية احتيال تركت العديد من العمال عرضة إساءة معاملة العمال. فضلت تأشيرات الزيارة لأنها أسرع وأرخص من تصاريح العمل.[41]
- في مايو 2021، زعمت مجموعات حقوقية مختلفة أن مجموعة ترانس جارد (التي تفتخر بكونها المزود الرائد لحلول الأعمال في الإمارات العربية المتحدة) متورطة في إساءة معاملة العمال المهاجرين. وفقًا لمركز موارد الأعمال وحقوق الإنسان، تزعم عدة تقارير أن الشركة صادرت جوازات السفر، وعرضت رواتب الموظفين أقل من الحد الأدنى للأجور، وفرضت تغييرات قسرية على العقود ومارست أشكالًا أخرى من الانتهاكات على العمال المهاجرين العاملين في مشروع إكسبو 2020.[42]

قالت نيها فورا، الأستاذ المساعد في الأنثروبولوجيا في كلية لافاييت،
إن التحديات التي يواجهها المهاجرون لا تقتصر على منطقة الخليج ولكنها تشير إلى "اتجاهات أوسع في القوة العاملة العالمية والرأسمالية المعاصرة."

### حادثة إساءة معاملة عاملات المنازل
في أكتوبر/تشرين الأول 2014، قدرت هيومن رايتس ووتش أن هناك 146 ألف عاملة منزلية مهاجرة في الإمارات العربية المتحدة، اللاتي يكفل أصحاب العمل في الإمارات تأشيرة عملهن. وفي مقابلة مع 99 عاملة منزلية، أدرجت هيومن رايتس ووتش الانتهاكات التي ادعىها من أجريت معهم المقابلات: تمت مصادرة جوازات سفر معظمهن من قبل أصحاب العمل؛ وفي كثير من الحالات، لم يتم دفع الأجور بالكامل، أو كان هناك حاجة إلى العمل الإضافي (ما يصل إلى 21 ساعة في اليوم)، أو لم يكن الغذاء أو الظروف المعيشية أو العلاج الطبي كافيا. 24 تعرضوا للإيذاء الجسدي أو الجنسي. انتقدت هيومن رايتس ووتش حكومة الإمارات العربية المتحدة لفشلها في توفير الحماية الكافية للعمال المنزليين من الاستغلال وسوء المعاملة وقدمت العديد من التوصيات إلى الإمارات العربية المتحدة، بما في ذلك إلغاء أو تعديل القانون الاتحادي رقم 6 لسنة 1973 في شأن دخول وإقامة الأجانب، بحيث يتم العمل في المنازليمكن للعمال أن يقرروا بأنفسهم التغيير بين أصحاب العمل دون فقدان وضع الهجرة الخاص بهم. أصدرت دولة الإمارات العربية المتحدة القرار الوزاري رقم 766 لعام 2015، الذي يسمح للعامل بإنهاء عقده دون فقدان وضع الهجرة الخاص به إذا إذا عامله صاحب العمل بطريقة غير عادلة وتم إصدار تصريح عمل جديد له، أو طلب إنهاء العقد دون فقدان حالة الهجرة والحصول على تصريح عمل جديد بعد 6 أشهر على الأقل من العمل بشرط العثور على صاحب عمل جديد.
إن عملية مصادرة جوازات السفر غير قانونية ومخالف لقانون دولة الإمارات العربية المتحدة.
شاركت صحيفة الغارديان المقابلات والوثائق التي تصف وضع النساء اللاتي يبحثن عن عمل كعاملات منازل في الإمارات العربية المتحدة. وكشف التقرير أن هؤلاء النساء يتم بيعهن لأصحاب العمل المنزليين عبر التطبيقات عبر الإنترنت ومنصات التواصل الاجتماعي مثل إنستغرام وتيك توك وفيسبوك. ويتم تسويق النساء بطريقة "استغلالية"، وهو ما يقول الخبراء إنه يشبه العبودية. يتم احتجاز العاملات المنزليات في الإمارات العربية المتحدة وإساءة معاملتهن للبقاء في أماكن إقامة سيئة. كما كشف أيضًا عن أن العمال المنزليين يتقاضون أجورهم شهريًا وفقًا للعرق، حيث يحصل العمال السود على أجور أقل.

## جائحة كوفيد-19
في عام 2020، أصبح العمال المهاجرون في دبي عاطلين عن العمل بسبب جائحة كوفيد-19. ومع انتهاء صلاحية التأشيرات وعدم وجود رواتب، اضطر الكثيرون إلى مغادرة أماكن إقامتهم ولم يكن لديهم مكان خاص بهم. ونتيجة لذلك، اضطر العديد من العمال المهاجرين إلى النوم في الخارج. فصل هؤلاء العمال من قبل أصحاب العمل ونفد المال أيضًا للعودة إلى ديارهم.
في 16 نوفمبر 2020، زعمت التقارير أن تأشيرات 80 بالمائة من الفنانين الفلبينيين في دبي قد ألغيت من قبل أصحاب العمل.